# Conflitos étnicos no sul do Quirguistão em 2010
Os motins do sul do Quirguistão em 2010 (em quirguiz:  Ош коогалаңы; em usbeque:  Qirgʻiziston janubidagi tartibsizliklar, Қирғизистон жанубидаги тартибсизликлар; em russo:  Беспорядки на юге Киргизии) foram os confrontos étnicos entre quirguizes e uzbeques no sul do Quirguistão, principalmente nas cidades de Osh e Jalal-Abad, na sequência da destituição do ex-presidente Kurmanbek Bakiyev em 7 de abril, sendo parte da Revolução Quirguiz de 2010. A violência, que começou entre quirguizes e uzbeques no dia 19 de maio em Jalal-Abad, escalou em 10 de junho em Osh.
A propagação da violência exigiu ao governo provisório liderado por Roza Otunbayeva a declarar um estado de emergência em 12 de junho, em uma tentativa de assumir o controle da situação. O Uzbequistão lançou uma limitada incursão de tropas no início, mas retirou-se e abriu as suas fronteiras aos refugiados uzbeques. Os confrontos mataram quase 420 pessoas, a maioria uzbeques, e outras 80.000 foram deslocadas.

## Eclosão
No final de maio de 2010, centenas de residentes do enclave uzbeque de Sokh no Quirguistão bloquearam uma estrada principal que conduzia ao Uzbequistão, exigindo maior segurança depois que vários de seus carros foram supostamente vandalizados. O Uzbequistão, em seguida, enviou forças militares e policiais limitadas no enclave, mas estas se retiraram em 3 de junho. 
Durante o caos político que se seguiu à derrubada de Kurmanbek Bakiyev, tensões entre os quirguízes e uzbeques aumentaram. A violência irrompeu na noite de 10 de junho em Osh. Segundo a maioria dos relatos, uma disputa em um casino entre jovens uzbeques e quirguízes foi decisiva na violência. Ambos os grupos chamaram amigos para vir ajudar e os confrontos continuariam durante toda a noite. Multidões de quirguízes da zona rural se reuniram em Osh, Jalal-Abad, e outras cidades para se juntar aos quirguízes locais e outras multidões uzbeques para atacar bairros uns dos outros. De 11 de junho a 14 de junho, houve assassinatos e torturas, saques e incêndios de casas e empresas.

## Curso dos eventos
Entre os dias 9 e 10 de junho de 2010, tumultos étnicos na cidade de Osh entre a população quirguiz e a minoria uzbeque resultaram em pelo menos 46 pessoas mortas e 637 feridos, muitos gravemente. Tiroteios foram relatados ao longo do dia nas cidades do sul e o estado de emergência foi declarado, resultando na implantação de unidades militares para restabelecer a lei e a ordem. 
Em 12 de junho, o governo interino do Quirguistão pediu à Rússia para ajudar a acabar com os conflitos étnicos, alegando que o exército e a polícia tinham perdido o controle. Moscou afirmou que não podia se envolver nessa fase porque a crise era um assunto interno do Quirguistão.  O presidente da Rússia Dmitri Medvedev e o presidente da China Hu Jintao prometeram apoiar o governo provisório do Quirguistão na restauração da ordem. 
O governo interino quirguiz aprovou um decreto que declara uma mobilização parcial dos reservistas civis. Em 13 de junho, escritórios quirguízes de recrutamento passaram a registrar os reservistas.  O governo do Quirguistão também autorizou as forças de segurança a usar força letal e atirar para matar. 
Em 12 e 13 de junho, o Comitê Internacional da Cruz Vermelha manifestou a sua profunda preocupação com a deterioração da situação humanitária e exortou as autoridades quirguízes a fazer tudo ao seu alcance para proteger os seus cidadãos, restaurar a ordem e garantir o respeito do Estado de direito. 
Na manhã de 15 de junho, o presidente do conselho de segurança nacional  Alik Orozov descreveu a situação nas províncias do sul como "pessoas têm ido a loucura, estão enfrentando uns aos outros. A situação se tornou incontrolável, na verdade caos". 
Em 16 de junho, o Washington Post informou que a violência começou a diminuir em Jalal-Abad. No entanto, relatou que "quando os residentes foram questionados sobre o que tinha acontecido - sobre o porquê de os vizinhos se voltarem contra si tão de repente e de forma tão brutal - a ira fervendo entre o quirguízes e a minoria uzbeque rapidamente surgiu, insinuando a volatilidade contínua da situação". O Washington Post também informou que moradores uzbeques e quirguízes culpam um ao outro pela violência.  Os soldados quirguízes e agentes da polícia montaram bloqueios nas estradas e começaram patrulhar depois que o pior da violência tinha terminado.